# Erin Golston
Erin Simone Golston (ur. 20 kwietnia 1993) – amerykańska zapaśniczka walcząca w stylu wolnym. Czwarta na igrzyskach panamerykańskich w 2023. Srebrna medalistka mistrzostw panamerykańskich w 2019. Zajęła czwarte miejsce w Pucharze Świata w 2018 i 2022. Druga na MŚ juniorów w 2013 i trzecia w 2011 i 2012. Zawodniczka Northern Michigan University.